# Thomas Pringle (Politiker)

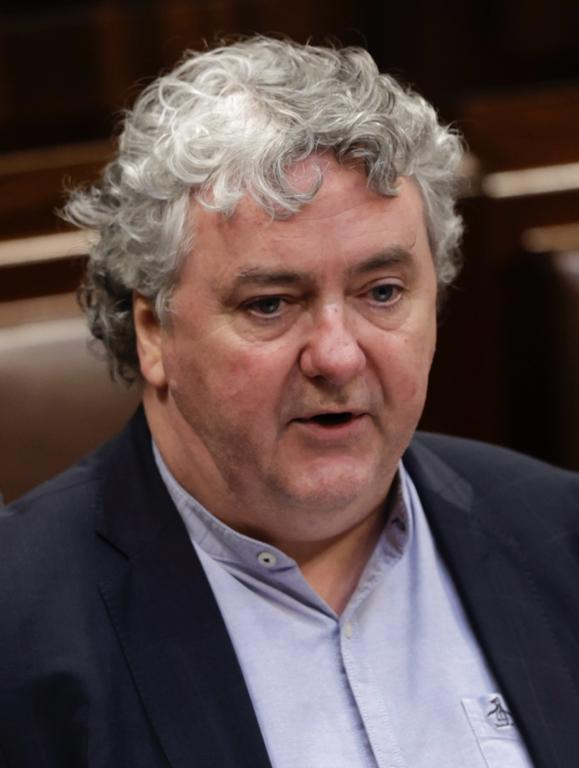
Thomas Pringle (2024)

Thomas Pringle (irisch Tomás Pringle, * 30. August 1967 in Dublin, Irland) ist ein irischer Politiker und war von 2007 bis 2024 Teachta Dála im Unterhaus des irischen Parlaments.

## Leben
Pringle arbeitete zunächst an einer Kläranlage und als Vertrauensperson der Gewerkschaften. 1999 wurde er erstmals in den Donegal County Council gewählt. 2002 versuchte er erstmals, noch als unabhängiger Kandidat, in den Dáil Éireann gewählt zu werden. Dies blieb jedoch ohne Erfolg. 2004 wechselte er zur Sinn Féin. 2007 trat er jedoch wieder aus. Bei den Wahlen zum Dáil Éireann 2011 gelang es ihm dann erstmals für den Wahlkreis Donegal South-West einen Sitz im Unterhaus zu erringen. Mit dem Neuzuschnitt der Wahlkreise konnte er dann bei den Wahlen 2016 im Wahlkreis Donegal seinen Wahlerfolg ebenso wie 2020 wiederholen. Bei den Wahlen 2024 scheiterte er jedoch.
Er war Teil der Gruppe der Unabhängigen, die aus technischen Gründen eine Gruppe (Technical Group of Independents) im Dáil Éireann bildeten.
Pringle unterstützte die Reform der Gemeinsamen Agrarpolitik und lehnte das MERCOSUR-Abkommen ab. Er hielt den Europäischen Stabilitätsmechanismus für unvereinbar mit der Irischen Verfassung. Nach Vorlage an den Europäischen Gerichtshof entschied der Supreme Court jedoch, dass die Vorgaben mit der Verfassung vereinbar waren.